# Liste des rois d'Ulster
Les rois d'Ulster étaient des Ulaid, et, jusqu'à l'année 450 ap. J.-C. environ, ils gouvernèrent la région d'Ulster en tant que « sur-rois ». La carte de Ptolémée, dressée vers l'an 150 à partir de sources plus anciennes, les nomme les Voluntii. À leur apogée, il semble qu'ils aient été les souverains de ce que sont maintenant les comtés de Monaghan, d'Armagh, de Down, d'Antrim et une grande partie de celui de Louth. Le centre de la province était tenu par les Airgíalla, une confédération peu structurée de tribus d'origine Cruithin, qui était vassale des Ulaid, puis des Uí Néill. La carte de Ptolémée liste deux autres tribus plus à l'ouest, les Vennikinii dans le comté de Donegal et les Erpitiani le long des Lough Ernes inférieur et supérieur. Ces deux tribus étaient probablement les sujets des Ulaid. 
Pourtant, vers l'an 325, Emain Macha, la capitale des Ulaid, fut attaquée et détruite par les Trois Collas, qui vinrent de Connacht. À partir de là, les Ulaid furent lentement affaiblis jusqu'à n'être plus guère que les rois de leurs terres d'origine, à l'est du fleuve Bann, où se situait le cœur de leur territoire. 
Le titre royal fut porté alternativement par des prétendants issus du royaume de Dál nAraidi (latin Dalaradia) situé au sud du comté d'Antrim et au nord du comté de Down et ceux du Dál Fiatach sur la côte du moderne comté de Down. 
Quant aux membres du Dál Riata qui occupaient la portion nord-est du comté d'Antrim il fondérent vers 500 ap. J.-C. un double royaume comprenant également les îles situées à l'ouest de l'Écosse, l'Argyll et le Kintyre : soit le Dal Riada. 
En 1080, un roi d'Ulaid, Aed Meranach Ua hEochada, tenta de rétablir la sur-royauté d'Ulaid sur la région. À cause d'une telle persévérance, aucun des descendants de Niall ne détint le titre de roi d'Ulster, mais ils se l'arrogèrent tout de même à partir de 1364.

## Rois pré-historiques
- Eber Donn (en)
- Cimbáeth
- Macha Mong Ruad
- Rudraige mac Sithrigi
- Congal Cláiringnech
- Fergus mac Léti (en)
- Eochaid Sálbuide
- Fergus Mac Roeg (irlandais: Fergus mac Róich)
- Conchobar Mac Nessa
- Cormac Cond Longas
- Cúscraid mac Conchobar (en)
- Fiatach Finn
- Éllim mac Conrach
- Mal mac Rochraide mheic Cathbad
- Tibraide Tirech mac Breasal Brecc mheic Ferb (en)
- Áengus Goibnenn mac Fergus Gallen mheic Tibraide Tirech (pl)
- Fergus Dubdétach
- Aengus Finn mac Fergus Dubdétach (pl)
- Lugaid Lorc mac Áengus Finn
- Dub mac Fomor mheic Airgetmar
- Fiachu Araide mac Áengus Goibnenn mheic Fergus Gallen
- Fedlimid mac Cas mheic Fiachu Araide
- Imchad mac Fedlimid
- Ros mac Imchad (pl)
- Cronn Badruí mac Eochaid mheic Lugaid mac Ros mac Imchad
- Fergus Foga mac Fraechar Foirtriun (pl)
- Cáelbad mac Cronn Badruí

## Rois historiques
- Dál Fiatach (DF)
- Dál nAraidi (DnA)
  - Uí Echach Cobo (EC)[1].
- Forga mac Dallán mheic Dubthach mac Mianach mac Lugaid Lorc
- 1) Muiredach Muinderg mac Forga mac Dallan vers 465/489 ap. J.-C. (DF)
- 2) Eochaid mac Muiredaig Muinderg 489-509 (DF)
- 3) Cairell mac Muiredaig Muinderg 509-525 (DF)
- 4) Eochaid mac Condlai mac Caolbhadh 525-553 (DnA)
- 5) Fergnae mac Oengusso Ibdaig 553-557 (DF ?)
- 6) Demmán mac Cairill 557-572 (DF)
- 7) Báetán mac Cairill 572-vers 581 (DF)
- 8) Áed Dub mac Suibni vers 581-588 (DnA)
- 9) Fiachnae mac Báetáin (Fiachnae Lurgan) 588-626 (DnA)
- 10) Fiachnae mac Demmáin 626-627 (DF)
- 11) Congal Cáech (Congal mac Scánnail) 627-637 (DnA)
- 12) Dúnchad mac Fiachnai mort vers 644 (DF)
- 13) Máel Cobo mac Fiachnai 637/644-647(DF)
- 14) Blathmac mac Máele Cobo vers 644-647 (DF)
- 15) Congal Cennfota mac Dúnchada 647-670 (DF)
- 16) Fergus mac Áedain 670-692 (EC)
- 17) Bécc Bairrche mac Blathmaic 692-707,abdique mort en 718,(DF)
- 18) Cú Chuarán mac Dúngail Eilni 707-708 (DnA)
- 19) Áed Róin mac Bécce Bairrche 708-735 (DF)
- 20) Cathussach mac Ailello 735-749 (DnA)
- 21) Bressal mac Áedo Róin 749-750 (DF)
- 22) Fiachnae mac Áedo Róin 750-789 (DF)
- 23) Tommaltach mac Indrechtaig 789-790 (DnA)
- 24) Eochaid mac Fiachnai 790-810 (DF)
- 25) Cairell mac Fiachnai 810-819 (DF)
- 26) Máel Bressail mac Ailello 819-825 (EC)
- 27) Muiredach mac Eochada 825-839 ((DF)
- 28) Matudán mac Muiredaig 839-857 (DF)
- 29 a) Lethlobar mac Loingsig 857-873 (DnA)  Leth-rí (co régent)
- 29 b) Cathalán mac Indrechtaig 857-871 (DF) Leth-rí
- 30) Ainbíth mac Áedo 873-882 (DF)
- 31 b) Eochocán mac Áedo 882-883 (DF) Leth-rí (co régent)
- 31 a) Airemón mac Áedo 882-886 (DF) Leth-rí
- 32) Fiachnae mac Ainbítha 886-886 (DF)
- 33) Bécc mac Airemóin 886-893 (DF)
- 34 a) Muiredach mac Eochocáin 893-896 (DF)  Leth-rí
- 34 b) Máel Mocheirge mac Indrechtaig 893-896  Leth-rí
- 35 a) Cenn Étig mac Lethlobair 896-900 (DnA)
- 35 b) Aitith mac Laigni 896-898 (EC)
- 36) Áed mac Eochocáin 898-919 (DF), tué à la bataille d'Islandbridge
- 37) Dubgall mac Áeda 919-925 (DF)
- 38) Loingsech mac Cenn Étig 925-932 (DnA)
- 39) Eochaid mac Conaill 932-937 (DF)
- 40) Matudán mac Áeda 937-950 (DF)
- 41) Ardgal mac Matudáin 950-970 (DF)
- 42) Niall mac Áeda 970-971 (DF)
- 43) Áed mac Loingsig 971-972 (DnA)
- 44) Eochaid mac Ardgail 972-1004 (DF)
- 45) Gilla Comgaill mac Ardgail 1004-1005 (DF)
- 46) Máel Ruanaid mac Ardgail 1005-1007 (DF)
- 47) Matudán mac Domnaill 1007-1007 (DF)
- 48) Dub Tuinne ("In Torc") mac Eochada 1007-1007 (DF)
- 49) Domnall mac Duibh Thuinne 1007-1007 (DF)
- 50 a) Niall mac Duib Thuinne 1007-1016 (DF) Leth-rí (co régent)
- 50 b) Muiredach mac Matudáin 1007-1008 (DF) Leth-rí
- 51 a) Niall mac Eochada 1016-1063 (DF) Leth-rí
- 51 b) Eochaid mac Néill meic Eochada ???? -1062 (DF) Leth-rí
- 52) Donnchad Ua Mathgamna 1063-1065 (DF)
- 53) Cú Ulad Ua Flaithrí 1065-1071 (DF)
- 54) Lochlainn Ua Máel Ruanaid 1071-1071 (DF)
- 55) Donn Sléibe mac Eochada 1071-1078 (DF)
- 56) Áed Meranach Ua hEochada 1078-1080 (DF)
- 57) Goll na Gorta Ua Mathgamna 1080-1081 (DF)
- 55) Donn Sléibe mac Eochada 1081-1091, rétabli (DF)
- 58) Donnchad mac Duinn Sléibe 1091-1095, 1099 et 1108-1113 aveuglé (DF).
- 59) Eochaid mac Duinn Sléibe 1095-1099, 1099-1108 rétabli (DF).
- 60 a) Áed mac Duinn Sléibe 1113-1127 (DF)  Leth-rí (co régent)
- 60 b) Eochaid Garrchu Ua Mathgamna 1113-1127 (DF) Leth-rí
- 61) Ragnall Gilla Comgaill Ua hEochada 1127-1131 (DF)
- 62) Cú Ulad mac Conchobair Chisenaig Mac Duinn Sléibe 1131-1157 (DF)
- 63) Áed mac Con Ulad Mac Duinn Sléibe 1157-1158 (DF)
- 64) Eochaid mac Con Ulad Mac Duinn Sléibe 1158-1166 aveuglé. (DF)
- 65) Magnus mac Con Ulad Mac Duinn Sléibe 1166-1171 (DF)
- 66) Donn Sléibe mac Con Ulad Mac Duinn Sléibe 1171-1172 (DF)
- 67) Ruaidrí mac Con Ulad Mac Duinn Sléibe 1172-1201 (DF)

Conquête de l'Ulster par les anglo-normands, l'ouest demeure entre les mains des Uí Néill du Cenél nEógain
- Mhághnuís Maguire 1296-1358 (?)